# Grube Rubin

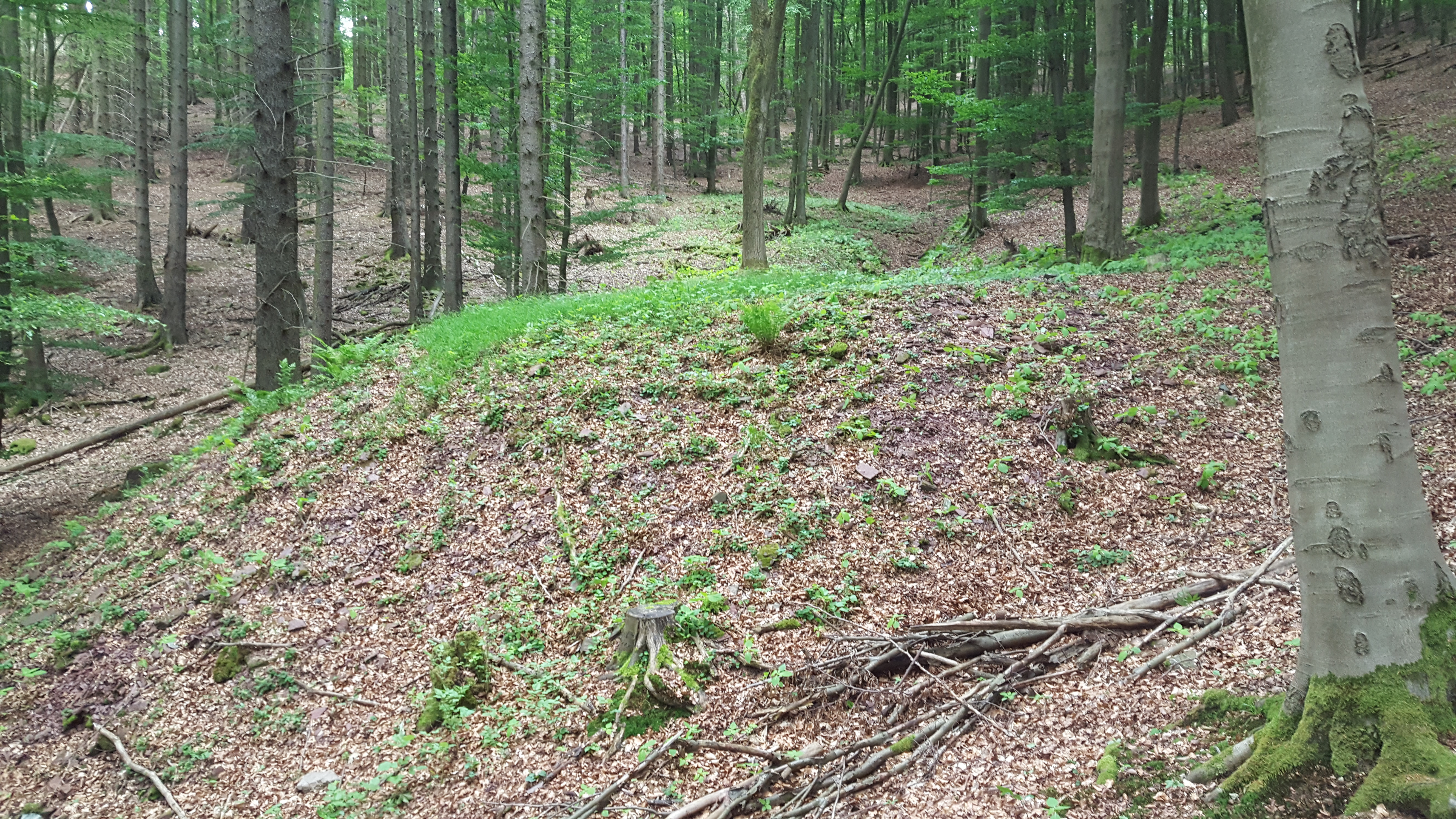
Abraumhalde der Grube Rubin in der oberen Schindelbach

Die Grube Rubin war ein Eisenbergwerk bei Sechshelden (Gemeinde Haiger) im Lahn-Dill-Kreis. Die Grube lag zwischen Sechshelden und Haiger in einem Waldgebiet in der oberen Schindelbach südlich der Bundesstraße 277. Abgebaut wurde ungefähr zwischen 1858 und 1872 Eisen.
Der Hauptstollen dürfte keine 40 m Länge aufgewiesen haben (Quelle: Karte mit Einzeichnung des Stollens). Heute sind noch die Abraumhalde der Grube sowie der vermutliche Ort des verschütteten Stollenmundlochs zu sehen. Talabwärts gibt es einen weiteren Stollen, der u. U. diesem Grubenbetrieb zugerechnet werden kann.